# Michael Kohnle
Michael Kohnle (* 3. Mai 1970 in Göppingen) ist ein ehemaliger deutscher Zehnkämpfer.
Er wurde 1987 Deutscher Jugendmeister und belegte bei den Junioreneuropameisterschaften 1987 den vierten Platz. Im Jahr darauf gewann Kohnle vor Robert Změlík die Goldmedaille bei den Juniorenweltmeisterschaften und 1989 wurde er Junioreneuropameister. Außerdem stellte er in diesem Jahr einen Juniorenweltrekord im Siebenkampf in der Halle und einen Junioreneuroparekord im Zehnkampf auf. Die Stiftung Deutsche Sporthilfe zeichnete Kohnle 1989 als Juniorsportler des Jahres aus.
1990 gewann die Kohnle die Deutsche Meisterschaft und erreichte bei den Europameisterschaften in Split den elften Platz. Bei den Weltmeisterschaften 1991 in Tokio wurde er Zwölfter und bei den Weltmeisterschaften 1993 in Stuttgart Neunter. 1994 nahm er an den Halleneuropameisterschaften teil und belegte den neunten Rang. Im Jahr darauf wurde Kohnle beim Mehrkampf-Meeting Götzis mit der persönlichen Bestleistung von 8302 Punkten Dritter. Bei den Weltmeisterschaften in Göteborg wurde er jedoch beim 400-Meter-Lauf disqualifiziert, nachdem er die Bahnbegrenzung übertreten hatte, und beendete den Wettkampf. Kurz danach gewann er in Ulm zum zweiten Mal die Deutsche Meisterschaft. 1996 wurde Kohnle zuerst Deutscher Vizemeister, der Sieger Stefan Schmid wurde aber später disqualifiziert. Im Jahr darauf beendete er seine Leichtathletikkarriere und spielte dann noch ein Jahr bei Frisch Auf Göppingen in der 2. Handball-Bundesliga.
Kohnle startete für die Turnerschaft Göppingen (1981–93), SG Ulm (1994) und SSV Ulm 1846 (1995–97). Er ist Sparkassenfachwirt.